# Княгиня Марія Луїза (станція метро)
Княгиня Марія Луїза (болг. Метростанция „Княгиня Мария Луиза“) — 21 станція Софійського метрополітену, Болгарія. Розташована поруч з дорожньою розв'язкою Надєжда в північній частині Софії, під рогом бульварів Марія Луїза і Генерал Столетов. Було введено в експлуатацію 31 серпня 2012. Станція побудована турецькою компанією Doğuş Construction, підрозділ Doğuş Holding.
Колонна трипрогінна станція, мілкого закладення, має дві берегові платформи.
Зал, має два виходи і сполучений з підземним вестибюлем сходами на спуск та однострічковим одномаршевим ескалатором на підйом, і далі виходять в підземні переходи, котрі мають розгалужені виходи на кожен бік бульвару
Станція метро знаходиться під проїжджою частиною бульвару. «Марія Луїза» на площі «Банішора».
Підлога викладена бежевим керамогранітом з додаванням темно-зеленої плитки, стіни, колони і стеля виконано в бежевих і світло-зелених кольорах.

## Пересадки[5]
- Західна сторона:
  - А: 77, 82, 85, 86, 101, 285
- Східна сторона:
  - T: 1, 6, 7, 12
  - Тб: 1, 5
  - А: 60, 74, 77, 82, 85, 86, 101, 285

## Галерея

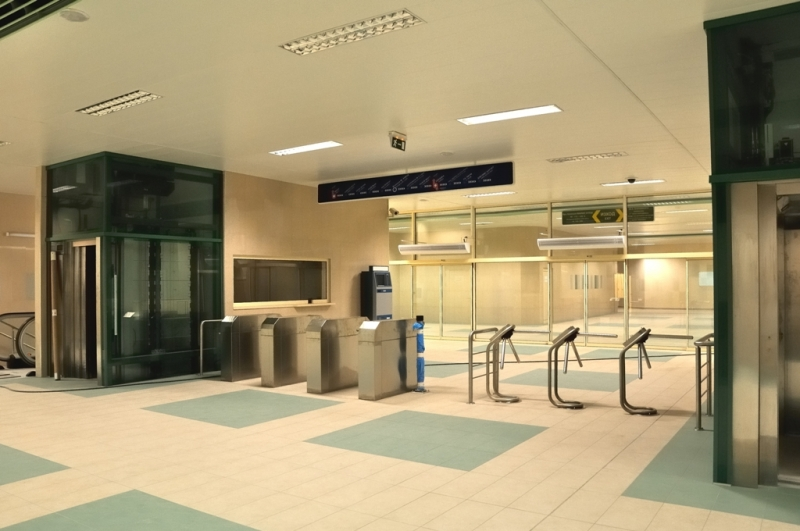
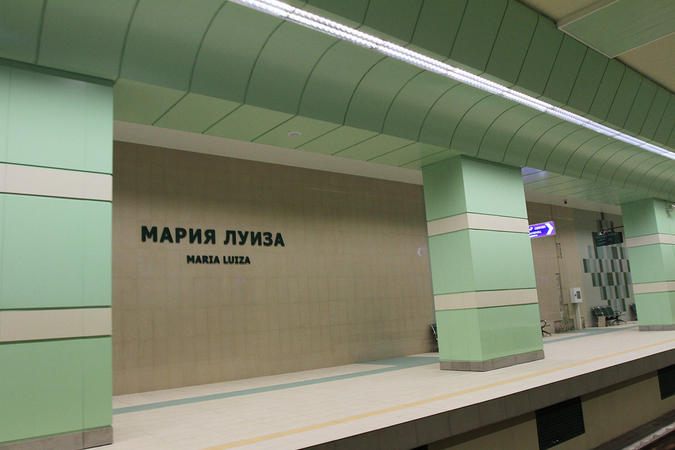

- Sofia Metropolitan
- vijsofia.eu [Архівовано 8 Жовтня 2012 у Wayback Machine.]
- Project Slide 1 [Архівовано 28 Березня 2016 у Wayback Machine.]
- Project Slide 2 [Архівовано 2 Квітня 2015 у Wayback Machine.]
- Project Slide 3 [Архівовано 2 Квітня 2015 у Wayback Machine.]

## Ресурси Інтернету
Вікісховище має мультимедійні дані за темою: Knyaginya Maria Luiza Metro Station
- Sofia Metropolitan [Архівовано 14 Грудня 2017 у Wayback Machine.]
- More info in Bulgarian [Архівовано 8 Жовтня 2012 у Wayback Machine.]
- SofiaMetro@UrbanRail [Архівовано 15 Травня 2021 у Wayback Machine.]
- Sofia Urban Mobility Center [Архівовано 22 Жовтня 2016 у Wayback Machine.]
- Sofia Metro station projects [Архівовано 4 Квітня 2015 у Wayback Machine.]